# Acid pantothenic

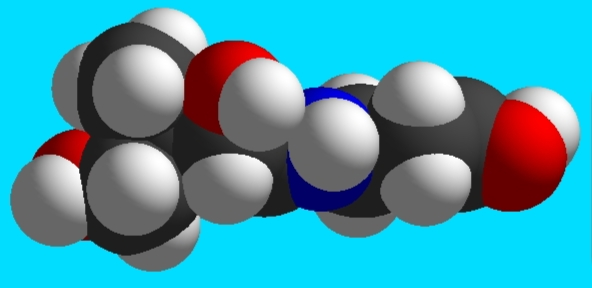
Mô hình 3d của Vitamin B5 (mặt trước)

Axit Pantothenic hay còn gọi là vitamin B5, được RJ Williams phát hiện vào năm 1933 và sau đó đã được tìm thấy ở dạng vitamin. Axit Pantothenic cần thiết cho sự hình thành coenzym-A và đóng vai trò quan trọng trong trao đổi chất và tổng hợp cacbohydrat, protein, và mỡ. Về mặt lâm sàng, pantothenic acid là cần thiết cho sự tổng hợp của các tế bào máu đỏ, sự trao đổi chất steroid, neuron hoạt động, và kích thích sản xuất kháng thể. Nguồn thường gặp của axit pantothenic là trong pho mát, ngô, trứng, gan, thịt, lạc, đậu Hà Lan, đậu nành, men bia rượu, mầm lúa mì, thạch hoàng gia, sữa chua và lê tàu. Bởi vì sự xuất hiện rộng của nó việc thiếu pantothenic acid là rất hiếm, trừ khi thiết kế đặc biệt cho mục đích điều tra sinh hóa. Axit này được phát hiện bởi Roger J. Williams vào năm 1933.